# Jaroslav Pták
Jaroslav Pták (27. dubna 1943 – 27. července 2025) byl český silniční motocyklový závodník. Jeho syn Jaroslav závodil na ploché dráze.

## Závodní kariéra
Závodil ve třídách do 50 cm³, 125 cm³, 175 cm³ a 250 cm³ na motocyklech značek ČZ, Kreidler, Jawa, MZ a MBS. V mistrovství Československa skončil nejlépe na celkovém sedmém místě v roce 1967 ve třídě do 175 cm³. Jeho nejlepším výsledkem v jednotlivém závodě mistrovství Československa je 5. místo v Ostravě v roce 1967 ve třídě do 175 cm³, 5. místo v Gottwaldově v roce 1970 ve třídě do 125 cm³, 5. místo v Těrlicku v roce 1973 ve třídě do 50 cm³ a 5. místo v Městci Králové v roce 1980 ve třídě do 125 cm³.

## Úspěchy
- Mistrovství Československa silničních motocyklů – celková klasifikace
  - 1967 do 175 cm³ – 7. místo – ČZ
  - 1968 do 125 cm³ – 22. místo – ČZ Pauer
  - 1969 do 125 cm³ – 12. místo – ČZ Pauer
  - 1970 do 125 cm³ – 14. místo – ČZ
  - 1971 do 125 cm³ – 25. místo – ČZ Pauer
  - 1972 do 50 cm³ – 16. místo – Kreidler
  - 1973 do 50 cm³ – 13. místo – Kreidler
  - 1975 do 250 cm³ – 28. místo – Jawa
  - 1976 do 125 cm³ – 24. místo – MZ
  - 1977 do 125 cm³ – 8. místo – MZ
  - 1978 do 125 cm³ – 15. místo – MZ
  - 1979 do 125 cm³ – 16. místo – MZ
  - 1980 do 50 cm³ – 15. místo – Kreidler
  - 1980 do 125 cm³ – 12. místo – MBS